# Dave Cowens
Dave Cowens, né le 25 octobre 1948, est un joueur de basket-ball américain professionnel entre 1970 et 1983, connu pour être l'un des joueurs majeurs des Celtics de Boston où il joue onze saisons.
Cowens joue ensuite une saison aux Bucks de Milwaukee avant de prendre sa retraite de joueur Recrue de l'année 1971, Dave Cowens est déclaré MVP de la saison 1972-1973.
Il est intronisé au Hall Of Fame en 1991.

## Jeunesse et carrière universitaire
À l'âge de 8 ans, Dave Cowens joue pour la première fois au basket-ball. Il poursuit au lycée à la Newport Catholic High School. Lors de sa première année, Cowens a un conflit avec son entraîneur et quitte l'équipe. Il se tourne vers la natation et l'athlétisme.
Au début de sa troisième année au lycée, l'entraîneur de l'équipe de basket-ball change et Cowens retrouve l'équipe de basket-ball de Newport. Le bilan de l'équipe en fin de saison est de 29 victoires et 3 défaites, et Dave Cowens inscrit 13 points de moyenne et prend 20 rebonds par match. Cowens est demandé par un grand nombre d'université aux alentours, mais choisit finalement un établissement en dehors du Kentucky, à l'université d'État de Floride.

## Carrière en NBA

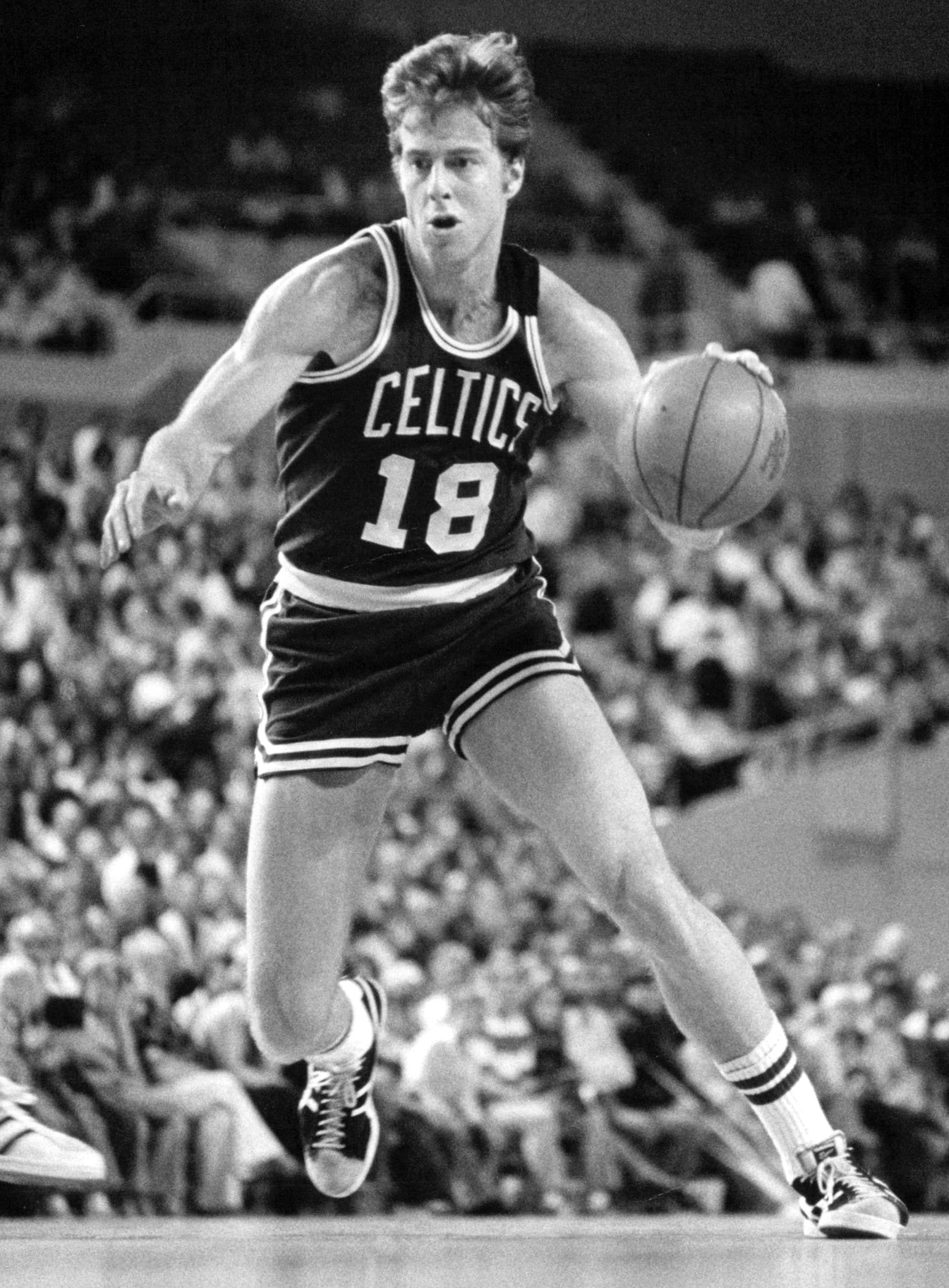
Dave Cowens en 1976

L'université d'État de Floride étant bannie du tournoi NCAA pour des recrutements illégaux, les recruteurs des Celtics observent Dave Cowens qui est peu connu et souhaitent le recruter. Les Celtics de Boston n'ont que le quatrième choix de la draft mais les autres équipes préfèrent sélectionner Bob Lanier, Rudy Tomjanovich et Pete Maravich. La franchise de Boston choisit donc Cowens en 4e choix de la Draft 1970 de la NBA.
L'entraîneur des Celtics hésite à faire jouer Dave Cowens comme pivot ou comme ailier fort. Lors du camp d'entraînement d'avant saison, Cowens fait preuve de qualités pour limiter les actions des joueurs plus forts physiquement et a la capacité de s'éloigner du panier pour tirer de loin.
Cowens inscrit 16 points et prend 17 rebonds lors de son premier match en NBA opposant les Celtics aux champions en titre des Knicks de New York. Il est élu NBA Rookie of the Year (débutant de l'année) en 1971, en même temps que Geoff Petrie. Il est beaucoup sanctionné par les arbitres, parfois à tort, terminant sa première saison avec 350 fautes personnelles et 15 exclusions.
Lors de la saison 1971-1972, les Celtics terminent la saison avec 56 victoires et 26 défaites et remportent le titre de champion de la division Est. Malgré l'échec en playoffs contre les Knicks de New York, Dave Cowens réalise une saison exceptionnelle, diminuant son nombre de fautes et étant choisi pour être titulaire dans l'équipe de l'Est du All-Star Game.
Sélectionné 7 fois pour le NBA All-Star Game au cours de sa carrière, il est élu NBA Most Valuable Player (meilleur joueur de la saison régulière) en 1973, il est paradoxalement élu dans la All-NBA Second Team cette année-là, la raison étant que les journalistes élisent le MVP et les coachs les All-NBA Team. Il remporte le titre avec les Celtics en 1974 et 1976 sous la direction de Tom Heinsohn, avec des joueurs comme John Havlicek, Jo Jo White, Paul Silas, Paul Westphal ou Don Nelson. Il est joueur-entraîneur en 1979. Il se retire en 1980, avant de refaire une saison pour les Bucks de Milwaukee en 1983. Il est intronisé au Naismith Memorial Hall Of Fame en 1991.

## Entraîneur
Il est l'entraîneur des Hornets de Charlotte de la saison 1996 à saison 1999. Après deux belles saisons à plus de 50 victoires, le début de saison manqué fin 1998 lui coûte son poste. On le retrouve sur le banc de Golden State de 2000 et 2002, avec seulement 25 victoires en 105 rencontres. Dave Cowens est enfin l'entraineur de l'équipe féminine du Sky de Chicago durant la saison WNBA 2006, équipe qui ne parvient pas à se qualifier pour les plays-offs.

## Statistiques

### Saison régulière
| MVP de la saison | Champion NBA | Recrue/rookie de la saison |

gras = ses meilleures performances
| Saison        | Équipe        | Matchs | Titul. | Min./m | % Tir | % 3pts | % LF | Rbds/m. | Pass/m. | Int/m. | Ctr/m. | Pts/m. |
| ------------- | ------------- | ------ | ------ | ------ | ----- | ------ | ---- | ------- | ------- | ------ | ------ | ------ |
| 1970-1971     | Boston        | 81     | –      | 38.0   | .422  | –      | .732 | 15.0    | 2.8     | –      | –      | 17.0   |
| 1971-1972     | Boston        | 79     | –      | 40.3   | .484  | –      | .720 | 15.2    | 3.1     | –      | –      | 18.8   |
| 1972-1973     | Boston        | 82     | –      | 41.8   | .452  | –      | .779 | 16.2    | 4.1     | –      | –      | 20.5   |
| 1973-1974     | Boston        | 80     | –      | 41.9   | .437  | –      | .832 | 15.7    | 4.4     | 1.2    | 1.3    | 19.0   |
| 1974-1975     | Boston        | 65     | –      | 40.5   | .475  | –      | .783 | 14.7    | 4.6     | 1.3    | 1.1    | 20.4   |
| 1975-1976     | Boston        | 78     | –      | 39.8   | .468  | –      | .756 | 16.0    | 4.2     | 1.2    | 0.9    | 19.0   |
| 1976-1977     | Boston        | 50     | –      | 37.8   | .434  | –      | .818 | 13.9    | 5.0     | 0.9    | 1.0    | 16.4   |
| 1977-1978     | Boston        | 77     | –      | 41.8   | .490  | –      | .842 | 14.0    | 4.6     | 1.3    | 0.9    | 18.6   |
| 1978-1979     | Boston        | 68     | –      | 37.0   | .483  | –      | .807 | 9.6     | 3.6     | 1.1    | 0.8    | 16.6   |
| 1979-1980     | Boston        | 66     | 55     | 32.7   | .453  | .083   | .779 | 8.1     | 3.1     | 1.0    | 0.9    | 14.2   |
| 1982-1983     | Milwaukee     | 40     | 34     | 25.4   | .444  | .000   | .825 | 6.9     | 2.1     | 0.8    | 0.4    | 8.1    |
| Carrière      | Carrière      | 766    | 89     | 38.6   | .460  | .071   | .783 | 13.6    | 3.8     | 1.1    | 0.9    | 17.6   |
| All-Star Game | All-Star Game | 6      | 4      | 25.7   | .500  | –      | .714 | 13.5    | 2.0     | 0.7    | 0.2    | 12.7   |

### Playoffs
| Saison   | Équipe   | Matchs | Titul. | Min./m | % Tir | % 3pts | % LF | Rbds/m. | Pass/m. | Int/m. | Ctr/m. | Pts/m. |
| -------- | -------- | ------ | ------ | ------ | ----- | ------ | ---- | ------- | ------- | ------ | ------ | ------ |
| 1972     | Boston   | 11     | –      | 40.1   | .455  | –      | .596 | 13.8    | 3.0     | –      | –      | 15.5   |
| 1973     | Boston   | 13     | –      | 46.0   | .473  | –      | .659 | 16.6    | 3.7     | –      | –      | 21.9   |
| 1974     | Boston   | 18     | –      | 42.9   | .435  | –      | .797 | 13.3    | 3.7     | 1.2    | 0.9    | 20.5   |
| 1975     | Boston   | 11     | –      | 43.5   | .428  | –      | .885 | 16.5    | 4.2     | 1.6    | 0.5    | 20.5   |
| 1976     | Boston   | 18     | –      | 44.3   | .457  | –      | .759 | 16.4    | 4.6     | 1.2    | 0.7    | 21.0   |
| 1977     | Boston   | 9      | –      | 42.1   | .446  | –      | .773 | 14.9    | 4.0     | 0.9    | 1.4    | 16.6   |
| 1980     | Boston   | 9      | –      | 33.4   | .476  | .000   | .909 | 7.3     | 2.3     | 1.0    | 0.8    | 12.0   |
| Carrière | Carrière | 89     | –      | 42.3   | .451  | .000   | .744 | 14.4    | 3.7     | 1.2    | 0.9    | 18.9   |